# 마스터즈 오브 더 유니버스

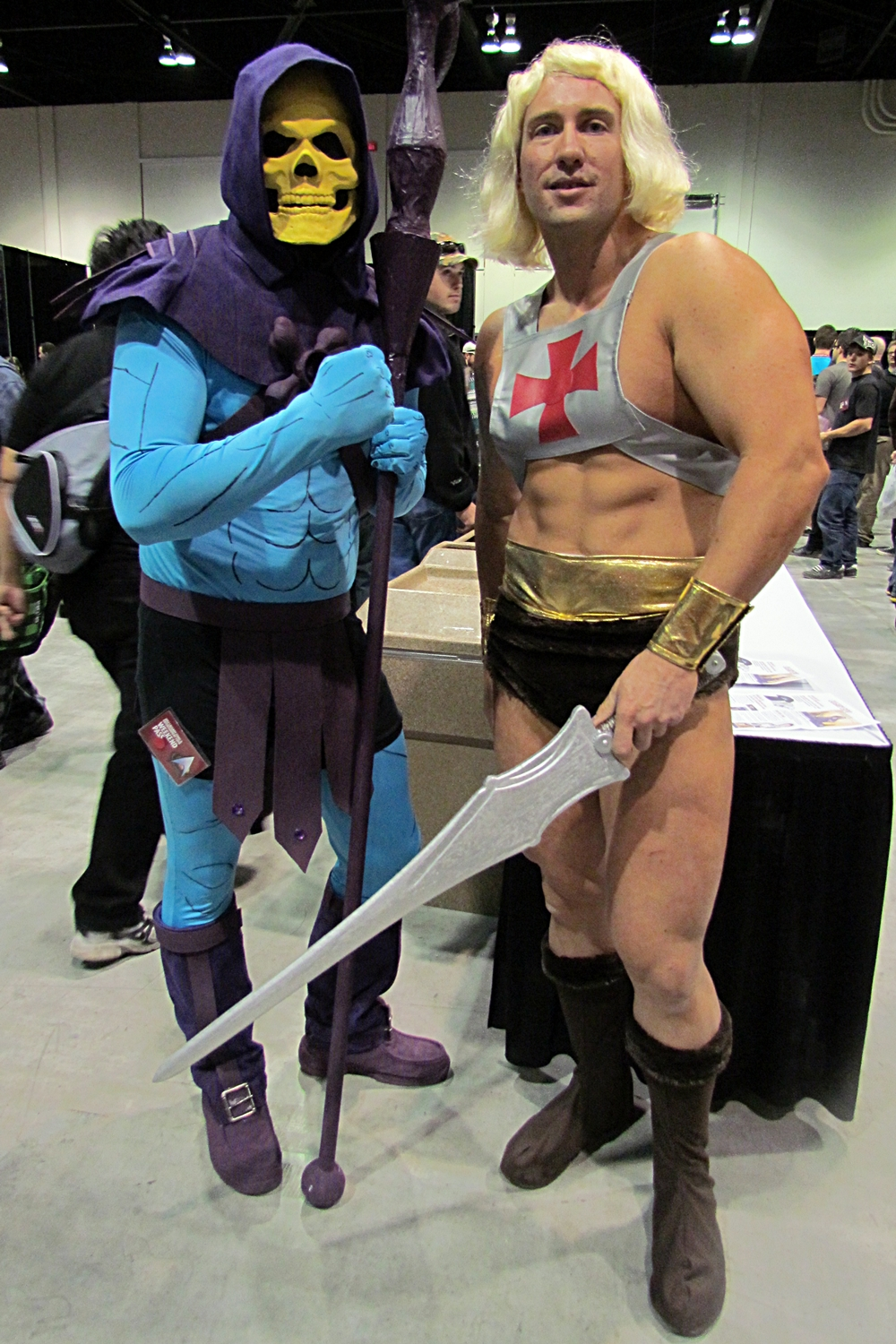

마스터즈 오브 더 유니버스(Masters of the Universe)는 미국 마텔사가 제작한 우주를 배경으로 검과 마법을 쓰는 사이언스 픽션물 및 과학 판타지 미디어 프랜차이즈이다. 크게 히맨(He-Man) 시리즈와 쉬라(She-Ra) 시리즈가 있다.
전체적인 스토리라인의 중심은 이터니아 행성(Planet Eternia)을 배경으로 히맨(아담 왕자의 변신 모습)과 그의 숙적 스켈레토(Skeletor)의 대결이다. 또 다른 시리즈인 쉬라 시리즈에서는 히맨의 여동생 쉬라(아도라 공주의 변신 모습)가 스켈레토의 스승 호닥(Hordak)과 대결하는 것이 주요 스토리라인이다.